# Polyoctacnemus patagoniensis
Polyoctacnemus patagoniensis är en sjöpungsart som beskrevs av Metcalff 1893. Polyoctacnemus patagoniensis ingår i släktet Polyoctacnemus och familjen Octacnemidae. Inga underarter finns listade i Catalogue of Life.